# Гейдельбергская университетская библиотека
Гейдельбергская университетская библиотека (также Библиотека Гейдельбергского университета; нем. Universitätsbibliothek Heidelberg, UB Heidelberg) — публичная научная библиотека, являющаяся частью Гейдельбергского университета имени Рупрехта и Карла, расположенного в Баден-Вюртемберге; старейшая университетская библиотека Германии, которая ведёт свою историю с 1386 года. В 1905 году переехала в новое здание, возведённое в старом городе Гейдельберга по проекту архитектора Йозефа Дурма, которое используется по сей день. Общий объём библиотечной системы из 45 филиалов составляет около 6,2 миллиона носителей информации.

## История
Библиотека Гейдельбергского университета является старейшей университетской библиотекой на территории современной Германии: она была основана одновременно с университетом, в 1386 году. К концу XIV — началу XV веков на территории университета были созданы три отдельные библиотеки: книжное собрание художественного факультета (Artistenfakultät, facultas artium), собрание для других факультетов и книги для коллегиальной церкви, существовавшей при городской церкви Святого Духа. Фонды всех факультетских библиотек были основаны, практически полностью, на наследстве университетских профессоров; библиотека коллегиальной церкви была доступна не только для работы теологов, но и для научных исследований.
Заметное расширение церковной библиотеки, заложившее основу Палатинской библиотеки, произошло при курфюрсте Отто Генрихе, являвшемся главой Пфальца с 1556 по 1559 год. Он отдал приказ перенести книги, ранее размещавшиеся в Гейдельбергском замке, в церковь — а в своем завещании окончательно оставил их там. После того как собрание было дополнено обширной личной библиотекой Ульриха Фуггера, Палатинская библиотеки за несколько десятилетий приобрела общемировую известность. Во время Тридцатилетней войны Палатинская библиотека — более 3500 рукописей и около 13000 печатных материалов — была перемещена в Ватикан.
Возрождение университетской библиотеки началось с реорганизацией университета в начале XIX века. Основание для нового собрания стали библиотеки многочисленных монастырей, распущенных в ходе секуляризации в регионе — прежде всего, собраний аббатств Залема и Петерсхаузена. Кроме того, попытки вернуть Палатинскую библиотеку имели частичный успех: в 1816 году 847 немецких рукописей, а также — некоторые латинские и греческие произведения вернулись в Гейдельберг. В 1888 году «Манесский кодекс» (Codex Manesse) также был возвращён в Гейдельберг из Королевской библиотеки в Париже.
В конце XIX века во главе Гейдельбергской университетской библиотеки впервые оказался профессиональный библиотекарь: им стал Карл Зангемейстер (Karl Friedrich Wilhelm Zangemeister, 1837—1902). На период его правления пришлось начало строительства нового библиотечного здания, которое было открыто в 1905 году и используется по сей день. Архитектором здания стал начальник строительного управления Карлсруэ Йозеф Дурм (Josef Durm, 1837—1919), а фигуры и орнаменты на фасадах были выполнены скульпторами из Карлсруэ Германом Фольцем (Hermann Volz, 1847—1941) и Германом Бинцем (Hermann Binz, 1876—1946).
Дурм разделил объект на два отдельных функциональных блока: складское помещение с относительно простыми фасадами и административное крыло, оформление которого напоминало дворцовое. Благодаря использованию ренессансных мотивов, новое здание вписалось в архитектуру Старого города Гейдельберга — а мощная круглая угловая башня в юго-восточном углу, включавшая медные элементы, удачно сочеталась с архитектурой замка над городом. В целом, для здания характерен стилистический плюрализм, свойственный позднему историзму: элементы немецкого и французского Возрождения соседствовали с элементами из ар-нуво. В мае 1971 года библиотечное здание было внесено в список архитектурно-исторических памятников города.
С 1978 года филиал университетской библиотеки, расположенный в кампусе Нойенгеймер-Фельде (район Нойенгеймер, Neuenheim) снабжает книгами и журналами институты естественных наук и медицинские учреждения, расположенный к том же кампусе. Филиал был расширен в 1990-х годах: в 1991 году под зданием нового университета был закончен подземный архив на 2 млн книг. В 1988 году библиотека старого города также была частично отремонтирована. С 2009 года по 2015 год комплекс библиотечных зданий был расширен: новый читальный зал был открыт в июле 2015 года.

## Описание
Библиотечная система Гейдельберга состоит — помимо главной библиотеки в Старом городе и филиала в Нойенгеймер-Фельде — из 45 специализированных библиотек; в системе работают 179 штатных сотрудников. Общий объём фондов составлял, по данным на 2017 год, около 6,2 миллиона носителей информации. В фондах насчитывалось около 980 000 томов печатных материалов, опубликованных ранее 1900 года. В 2017 году в общей сложности около 35 тысяч активных пользователей взяли из библиотеки более 1,25 миллиона единиц хранения. Университетская библиотека обеспечивает около 1100 читальных и рабочих мест в центральной библиотеке — и около 320 рабочих мест в филиале в Нойенгеймер-Фельде.
Библиотека Гейдельбергского университета владеет коллекцией из 6800 рукописей, 1800 инкунабул, 110 500 автографов, а также — коллекцией старых карт, графических листов, рисунков и фотографий. В коллекции сохранились преимущественно латинские рукописи X—XVIII веков. Многие рукописи, инкунабулы и раритеты доступны в оцифрованном виде.